# Ламберт Сполето
Ламберт Сполето (око 880—15. октобар 898) је био цар Светог римског царства (од 892), војвода Сполета (од 894) и краљ Италије (од 891. године).

## Биографија
Ламберт је био син Гвида III Сполета. Крунисан је за цара још током очевог живота. Наследио га је 894. године. Лаберт је ратовао против италијанског краља Беренгара који у помоћ позива немачког краља Арнулфа Карантанијског. Ламберт је поражен од Арнулфове војске. Арнулф је 896. године крунисан за краља Италије и цара Светог римског цара. Међутим, Арнулфа је у Италији ударила кап те се морао вратити у Немачку где је провео остатак живота. Ламберт је поново освојио Рим и осветио се издајницима. Беренгар је окупио војску и поново заратио против Ламберта. Одлучујућа битка вођена је код Павије. У њој је Ламберт однео победу. Неколико дана касније убијен је у атентату. На престолу Сполета наследио га је Гај IV Сполето.

## Породично стабло
|  |                      |  |  |  |  |  |  |  |  |  |  |  |  |  |  |  |
|  | 2. Гвидо III Сполето |  |  |  |  |  |  |  |  |  |  |  |  |  |  |  |
|  |                      |  |  |  |  |  |  |  |  |  |  |  |  |  |  |  |
|  |                      |  |  |  |  |  |  |  |  |  |  |  |  |  |  |  |
|  | 1. Ламберт Сполето   |  |  |  |  |  |  |  |  |  |  |  |  |  |  |  |
|  |                      |  |  |  |  |  |  |  |  |  |  |  |  |  |  |  |
|  |                      |  |  |  |  |  |  |  |  |  |  |  |  |  |  |  |
|  | 3. Агелтруда         |  |  |  |  |  |  |  |  |  |  |  |  |  |  |  |
|  |                      |  |  |  |  |  |  |  |  |  |  |  |  |  |  |  |
|  |                      |  |  |  |  |  |  |  |  |  |  |  |  |  |  |  |